# Distretto di Anzhou
Il distretto di Anzhou (安州区S, Ānzhōu QūP) (già contea di An) è un distretto della Cina, situato nella provincia di Sichuan e amministrato dalla prefettura di Mianyang.